# Хольтманн, Мина Фюрст
Мина Фюрст Холтманн (норв. Mina Fürst Holtmann; род. 17 июля 1995[…], Норвегия) — норвежская горнолыжница.  Специализируется в слаломных дисциплинах. Член сборной команды Норвегии по горнолыжному спорту. 

## Карьера
В 2012 году в Инсбруке на зимних Юношеских Олимпийских играх в командных соревнованиях она заняла второе место и получила серебряную медаль. 
Дебют на этапах Кубка мира состоялся 24 января 2015 года в скоростном спуске на трассе Санкт-Морица. На следующий день в супергиганте она завоевала свои первые очки в Кубке мира заняв 29-е место. 
Во время подготовки к скоростному спуску Кубка мира, 10 января 2015 года у нее произошло повреждение хряща в левом колене, сезон для неё был завершён.
Зимой 2015/16 она не смогла участвовать в гонках из-за перелома ноги незадолго до старта чемпионата мира и пропустила следующий сезон из-за проблем со спиной. В конце октября 2017 года она вернулась на трассы стартовав в гигантском слаломе в Зельдене. 29 декабря 2018 года она заняла 9-е место в Земмеринге в слаломе. Первый подиум Кубка мира в одиночной гонке был достигнут 17 декабря 2019 года со вторым местом в гигантском слаломе в Куршевеле .
В сезоне 2019/2020, 17 декабря 2019 года, на этапе в Куршевеле, она показала второе время в гигантском слаломе - это первый её подиум в карьере на этапах Кубка мира. 

## Выступления на крупнейших соревнованиях

### Чемпионаты мира
| Чемпионат мира | Скоростной спуск | Супергигант | Гигантский слалом | Слалом | Комбинация | Команды |
| -------------- | ---------------- | ----------- | ----------------- | ------ | ---------- | ------- |
| 2019 Оре       | —                | —           | —                 | DNF1   | —          | —       |

### Победы на этапах Кубка мира (0)

#### Подиум
| Сезон     | Дата            | Место проведения   | Дисциплина        | Место |
| --------- | --------------- | ------------------ | ----------------- | ----- |
| 2019/2020 | 17 декабря 2019 | Куршевель, Франция | Гигантский слалом | 2     |
| 2023/2024 | 16 марта 2024   | Зальбах, Австрия   | Слалом            | 2     |